# Escuela Nacional Superior de Física y Química de Burdeos
La Escuela Nacional Superior de Física y Química de Burdeos (ENSCPB o CPB) es una de las grandes escuelas franceses que forman principalmente a ingenieros en química y de física (bac + 5) en un curso de 3 años. Se sitúa a proximidad inmediata del tranvía de Burdeos cerca de la parada Doyan Brus (Decano Brus) y de la Universidad de Ciencias y tecnología de Burdeos I (Dominio Universitario de Pessac Talence Gradignan).
Está situada en Burdeos (Francia). Fue creada en 1891 por Ulysse Gayon y Jean Alexandre Joannis.
La ENSCPB es un establecimiento autónomo de enseñanza superior e investigación bajo la tutela del Ministerio de Educación Nacional de Francia, de carácter administrativo público, miembro de la Conferencia de las Grandes Escuelas y de la Federación Gay-Lussac.